# Schlaflos in Oldenburg
Schlaflos in Oldenburg ist eine deutsche Fernseh-Komödie aus dem Jahr 2010.
Der Liebesfilm wurde vom 9. Oktober bis 7. November 2007 in Oldenburg gedreht. Seine Erstausstrahlung hatte er am 14. April 2012 in der ARD. Dabei wurde er von 6,34 Mio. Zuschauern gesehen, was einem Marktanteil von etwa 19,9 Prozent entsprach.

## Handlung
Seit ihrer Scheidung ist die schöne Kommunikationstrainerin Lis Praetorius überzeugter Single. Sie will nie wieder etwas mit Männern zu tun haben. Doch schon bei einem Mitarbeitercoaching im Stadtarchiv Oldenburg lernt sie den Kantinenchef Jan Plathe kennen, der ihr Vorhaben schnell scheitern lässt. Allerdings hat auch Jan seine eigenen privaten Probleme. Er kommt ebenfalls aus einer gescheiterten Ehe und hat neben einer nicht ernsthaften Affäre mit der schönen Buchhalterin des Stadtarchivs Andrea Lenze gerade einen beruflichen Neustart hinter sich. Da Jan und Lis sich dennoch sofort sympathisch finden, wollen sie die Chance auf eine neue Liebe nicht verstreichen lassen. Zuvor müssen sich aber ihren Schwächen stellen und ihre Beziehungsängste überwinden.

## Kritiken
„Fernsehfilm, der die Schwierigkeiten eines Neuanfangs im reiferen Alter nicht ausspart und für die Akzeptanz der eigenen Schwächen plädiert.“

„TV-Routinier Johannes Fabrick legte hier […] einen gut besetzten, allerdings reichlich konstruierten und äußerst vorhersehbaren Liebesfilm vor. Denn dass es sich nach einer privaten Enttäuschung immer wieder lohnt, für seine Träume und für seine Liebe zu kämpfen, ist sicherlich nichts Neues.“

„Die Romanze besticht mit liebevoll gezeichneten Charakteren und einigem Wortwitz. Viel origineller als der trantütige Titel.“